# Urál (folyó)
Az Urál (oroszul cirill betűkkel Урал [Ural]) folyó Oroszországban és Kazahsztánban. 1775-ig oroszul Яик (átírva Jaik, kiejtve inkább jajik), kazak nyelven pedig Zsajik a neve. A folyó nevét II. Katalin orosz cárnő változtatta Urálra a Pugacsov-felkelés leverése után; Pugacsov első kiáltványa ugyanis az e folyó mentén élő kozákokat szólította meg 1773-ban. Az Európa és Ázsia közti határ egyik szakaszát alkotja.

## Földrajza
A folyó hossza: 2428 km, vízgyűjtő területe 231 000 km2. A Déli-Urálban, az Uraltau hegységben (a Belaja folyó forrásának közelében) ered. Kezdetben egyenesen dél felé folyik; Orszk városánál élesen nyugatra fordul, majd mintegy 850 km után – már kazah területen – Oral (oroszul Uralszk) város környékétől ismét déli irányban folyik tovább; Atirau (korábban oroszul Gurjev) város alatt deltatorkolattal ömlik a Kaszpi-tengerbe.
Felső szakaszán a meder esése 0,5%, alsó szakaszán jóval kevesebb, csupán 0,05%. Felső és középső szakaszán viszonylag sok mellékfolyó vizét veszi fel, de az alsó szakaszon – a sztyeppén és a Kaszpi-mélyföldön – mellékfolyói nincsenek, vízutánpótlása megszűnik, sőt a tengerig még veszít is vizéből az erős párolgás miatt.
A folyó novembertől április elejéig befagy, az alsó szakaszon valamivel rövidebb ideig. A jeges időszak Orenburgnál kb. öt hónapig tart. Tavaszi árvizei nagy áradásokkal járnak, ezek kialakulását a felső szakaszon létesített víztározók némileg csökkentik

## Mellékfolyók
- Legnagyobb, jobb oldali mellékfolyója a Szakmara. Bár ennek vízgyűjtő területe jóval kisebb, vízhozama mégis nagyobb, mint az Urálé. További mellékfolyója a jobb oldali Irtyek
- Jelentős bal oldali mellékfolyók: az Or, az Ilek és a Szuunduk

## Városok, víztározók
Jelentősebb városok a folyó mentén:
- Magnyitogorszk
- Novotroick
- Orszk
- Orenburg
- Oral / Uralszk
- Atirau

A folyó felső szakaszán több víztározót létesítettek az uráli iparvállalatok és városok, elsősorban Magnyitogorszk igényeinek kielégítésére. Közülük legjelentősebb az Iriklinszkiji-víztározó és az ott létesített 30 MW-os vízerőmű. Az Orszk, Novotroick és környékének vízellátását biztosító víztározó 1958-ban készült el, ekkor területe 260 km2, hossza 70 km, tároló képessége 3,3 km3 volt.